# Savvy Contemporary

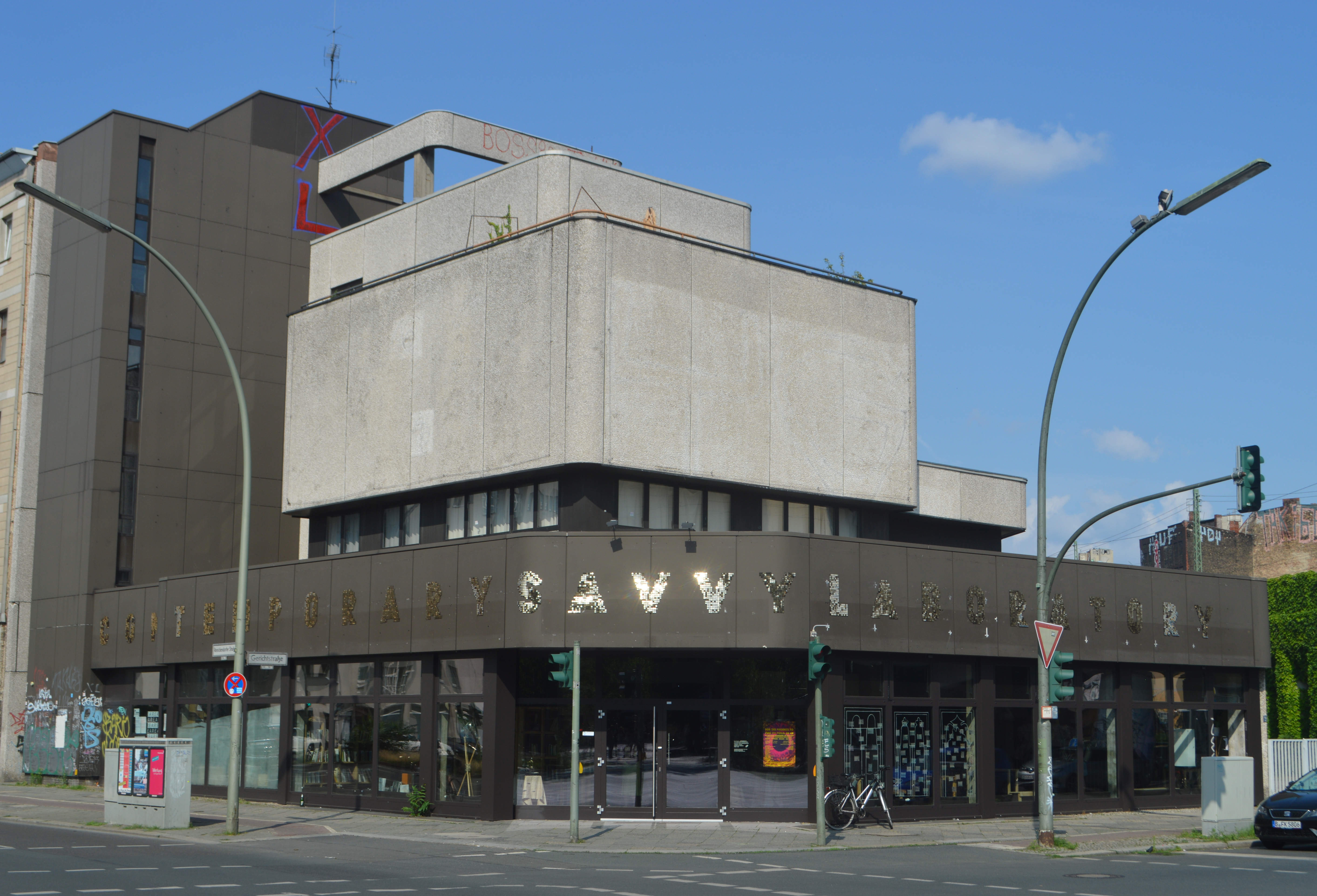
Savvy Contemporary 2021

SAVVY Contemporary ist ein Kunstraum in Berlin-Gesundbrunnen, der 2009 von Bonaventure Soh Bejeng Ndikung in Berlin-Neukölln ins Leben gerufen wurde. Im Raum befindet sich ein partizipatives Archiv zur deutschen Kolonialgeschichte, ein Dokumentationszentrum für Performance-Kunst, sowie eine Bibliothek. Der Fokus liegt auf künstlerischer Praxis und Ausstellungen, die sich mit den Schnittstellen zwischen westlichen und nicht-westlichen Vorstellungen und Konstruktionen auseinandersetzen.

## Geschichte
Nach der Gründung 2009 in Berlin-Neukölln, zog SAVVY Contemporary 2016 nach Berlin-Gesundbrunnen, zunächst ins Silent green Kulturquartier und 2020 in den jetzigen Standort gegenüber dem Nettelbeckplatz. Von Beginn bis zum Jahr 2022 war Bonaventure Soh Bejeng Ndikung der künstlerische Direktor. Von 2023 bis 2025 lag die künstlerische Leitung bei Renan Laru-an. Die Geschäftsführerinnen sind Lema Sikod und Lynhan Balatbat-Helbock. 
SAVVY betreibt Bildungsprojekte mit Schulen und Jugendeinrichtungen, beherbergt ein partizipatives Archiv zur deutschen Kolonialgeschichte, ein Dokumentationszentrum für Performance-Kunst, eine Bibliothek, ein Residenzprogramm, gibt die Reihe SAVVY books heraus und betreibt das Plattenlabel SAVVY records sowie eine Radio-Plattform namens SAVVYZΛΛR.

## Programme, Kooperationen
SAVVY Contemporary realisiert 4–6 Ausstellungen pro Jahr in Berlin sowie internationale Kunstprojekte, u. a. in Indonesien, Italien, Kamerun, Polen, Tansania, Marokko, Hongkong, Kongo, Zimbabwe, Mali, Senegal, Tschechien, Nigeria. Mit über 100 Veranstaltungen und Workshops im Jahr bietet es einen Raum für zeitgenössische Kunst und nachbarschaftliches Zusammensein.
In den Jahren 2016 bis 2023 nahm SAVVY Contemporary mit einer filmischen Ausstellung an der Berlinale Sektion Forum Expanded teil. In dem kollaborativen Projekt Archive außer sich kooperierte SAVVY Contemporary mit dem Kino Arsenal, dem Haus der Kulturen der Welt unter Teilnahme von Silent Green, dem Harun Farocki Institut, den Internationalen Kurzfilmtage Oberhausen und dem Masterstudiengang Filmkultur: Archivierung, Programmierung, Präsentation an der Goethe-Universität Frankfurt. Weitere Kollaborationen umfassen documenta14, Biennale di Venezia, Dak’Art Biennale, Kathmandu Triennial, Goethe Institut, Berliner Festspiele, Gemäldegalerie, DAAD Künstlerprogramm, ifa galerie, Institut Français, Dhaka Art Summit, ParaSite Hong Kong, Picha Lubumbashi, Bamako Encounters International Biennale of Photography, Jameel Arts Center, uvm.